# Ottomar Borwitzky (Violinist)
Ottomar Borwitzky (* 18. März 1890 in Hamburg; † 1974) war ein deutscher Violinist.

## Leben
Er wurde in Hamburg geboren und bekannt als eines der Mitglieder des Hamburger Trios, zu dem der Cellist Paul Barth und dessen Ehefrau, die Pianistin Elly Barth, gehörten. Gemeinsam unternahmen sie ausgedehnte Konzertreisen in Deutschland und nach Bulgarien, Rumänien und Skandinavien.
1954 wurde Ottomar Borwitzky erster Violinist bei den Hamburger Philharmonikern. Zuletzt war er Konzertmeister des Philharmonischen Staatsorchesters.
In Hamburg war er Mitglied der Freimaurerloge Konrad Ekhof.
Sein Sohn Ottomar Borwitzky war Cellist und Musikpädagoge.